# Carme Pla
Carme Pla (Tarrasa, 22 de enero de 1966) es una actriz española, licenciada por el Instituto del Teatro de Barcelona en 1990. Miembro y fundadora de la compañía de teatro T de Teatre y protagonista de la comedia de situación en catalán Jet Lag amb T de Teatre.

## Trayectoria profesional
Después de licenciarse en el Instituto del Teatro, junto con cuatro amigas de la misma promoción creó la compañía T de Teatre. Aunque desde el inicio ha participado en todos los espectáculos teatrales y de televisión de la compañía, también ha trabajado en diversos montajes teatrales, en largometrajes y en series de televisión como actriz principal y actriz invitada. Asimismo ha sido codirectora en obras de la compañía, directora (e intérprete) del espectáculo Contes sorneguers d'en Pere Calders  y profesora de interpretación en la escuela de teatro El Timbal.

## Teatro
Además de las obras teatrales de la compañía ha participado en los siguientes montajes:
- Què et passa, Marta?, Teatre de l'Ocàs; dirección: M. Casamayor y T. Vilardell
- Kabarreig, Cía. Kabarreig
- Mal viatge de Francesc Luchetti; dirección: Lourdes Barba
- El tigre de Mary Plexiglàs, de Miquel Obiols; dirección: Berty Tovias
- La filla del mar de Ángel Guimerá; dirección: Sergi Belbel
- El carnaval dels animals i Liliana con la Orquestra de Cadaqués
- No és tan fàcil de Paco Mir; dirección: Josep M. Mestres
- Hamlet de William Shakespeare; dirección: Oriol Broggi
- Tres dones i un llop de Javier Daulte; dirección: Carol López

## Televisión
El éxito en televisión lo tuvo con la serie Jet lag creada por su grupo T de Teatre y por Cesc Gay donde interpretaba a una mujer de treinta años alternativa y un poco malhumorada que, aunque tenía un fuerte carácter, poseía un gran corazón. También ha participado en otras series y programas emitidos en TV3 como La sagrada família de Dagoll Dagom, Tres estrelles de El Tricicle, Plats bruts, Efectes secundaris, Dones d'aigua, entre otros. Y en series, de otras cadenas, como Plàstic (TV2), Los ladrones van a la oficina (Antena 3), Crack (Canal Plus) y Hospital Central (Telecinco).

## Cine
- No et tallis ni un pèl de Francesc Casanovas.
- En la ciudad (2003) de Cesc Gay.
- Ficción (2006) de Cesc Gay.
- La nit que va morir l’Elvis (2010) de Oriol Ferrer.
- El olivo (2016) de Icíar Bollaín